# Liste der Kulturdenkmale in Karlsruhe-Grünwettersbach

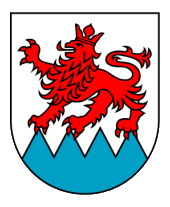
Wappen von Grünwettersbach

In der Liste der Kulturdenkmale in Karlsruhe-Grünwettersbach werden alle unbeweglichen Bau- und Kunstdenkmale in Grünwettersbach aufgelistet, die in der städtischen „Datenbank der Kulturdenkmale“ geführt sind.
Diese Liste ist nicht rechtsverbindlich. Eine rechtsverbindliche Auskunft ist lediglich auf Anfrage bei der Unteren Denkmalschutzbehörde der Stadt Karlsruhe erhältlich.

## Liste
| Bild           | Bezeichnung                                   | Lage                                | Datierung | Beschreibung | ID |
| -------------- | --------------------------------------------- | ----------------------------------- | --- | --- | -- |
|                | Altes Schulhaus                               | Am Steinhäusle 8                    | 1846 | Altes Schulhaus von 1846. Geschützt nach § 2 DSchG |    |
|                | Fachwerkhaus                                  | Am Wettersbach 31                   | 1799 | Fachwerkhaus, zweigeschossig über hohem massivem Kellergeschoss mit Rundbogeneingang und Eckkonsole, bez. GB 1799. Geschützt nach § 2 DSchG |    |
|                | Eingeschossiges Fachwerkhaus                  | Busenbacher Str. 1                  | 18. Jahrhundert | Eingeschossiges Fachwerkhaus, Wohnteil, 18. Jahrhundert. Geschützt nach § 2 DSchG |    |
|                | Dankstein                                     | an der L 623                        | 1837 | Dankstein, gelber Sandsteinpyramide mit Inschrift, 1837. Geschützt nach § 2 DSchG |    |
| Weitere Bilder | Evangelische Kirche St. Lucia Grünwettersbach | Am Steinhäusle 10                   | Westturm aus dem 12. Jh, 1278 das erste Mal urkundlich erwähnt, Taufstein von 1491, Holzkanzel um 1780, Orgel, 12./18. Jh. | Geschützt nach § 2 DSchG |    |
|                | Fallbrunnen                                   | an der L623                         | 1892 | Fallbrunnen, Quellfassung aus Sandstein mit ornamentiertem Sandsteintrog, bez. 1892. Geschützt nach § 2 DSchG |    |
|                | Friedhof mit Kapelle Grünwettersbach          | Am Berg                             | Die Sachgesamtheit von 1945, Gefallenendenkmale von 1870/71.                                                               | Friedhof. Friedhofsmauer mit Bischofsmützenabdeckung aus rotem Sandstein, Friedhofskapelle 50er Jahre mit Sgraffitowandbild, Gefallenendenkmale 1870/71 und 1945 (Sachgesamtheit). Geschützt nach § 2 DSchG |    |
|                | Gewölbebrücke                                 | Am Wiesenacker                      | Ende 19. Jahrhundert | Gewölbebrücke aus rotem Sandstein mit niedriger Brüstungsmauer, Ende 19. Jahrhundert. Geschützt nach § 2 DSchG |    |
|                | Gewölbebrücke                                 | Bachgasse                           | Ende 19. Jahrhundert | Gewölbebrücke aus rotem Sandstein mit niedriger Brüstungsmauer, Ende 19. Jahrhundert. Geschützt nach § 2 DSchG |    |
|                | Heinz-Barth-Schule                            | Zur Dorfwies 1, Busenbacher Str. 13 | 1912 | Heinz-Barth-Schule von 1912, Schulhaus und Hausmeisterwohnhaus, Brunnen. Geschützt nach § 2 DSchG |    |
|                | Katholische Kirche St. Thomas                 | Horfstr. 3                          | 1955, Innenausstattung von 1955-1957, Orgel 1991 erneuert                                                                  | Katholische Kirche St. Thomas, moderne Saalkirche in Hanglage mit farbigen Fensterverglasungen und Betonreliefs, Gemeindesaal im Untergeschoss, freistehender Kirchturm in Sichtbetonbauweise, später durch Ergänzungsbau mit dem Kirchenschiff verbunden, gut erhaltene Innenausstattung, 1955-1957 von Rainer Disse aus Karlsruhe (1928-2008), Orgel 1991 modernisiert Geschützt nach § 2 DSchG |    |
|                | Orgel von Xaver Mönch                         | Horfstr. 3                          | 1860 | Orgel von Xaver Mönch, 1860–70, 1893. Geschützt nach § 2 DSchG |    |
|                | Rathaus Grünwettersbach                       | Am Wettersbach 40                   | Erste Hälfte 19. Jahrhundert                                                                                               | Rathaus, zweigeschossiger Putzbau mit Lisenen- und Risalitgliederung, Walmdach, Glockentürmchen. Erste Hälfte 19. Jahrhundert. Geschützt nach § 2 DSchG |    |
|                | Trafohaus                                     | Bachgasse                           | | Trafohaus in rotem Werksandstein. Geschützt nach § 2 DSchG |    |
|                | Holzkreuz                                     | Unter dem Wettersbacher Weg         | 1904 | Geschützt nach § 2 DSchG |    |